# Carl Steding
Carl Steding (* 18. August 1881 in Bremen; † 10. September 1941 in Heidelberg) war ein deutscher Pädagoge und Sportorganisator.

## Biografie

### Ausbildung und Lehrer
Steding war der Sohn des Vorstehers des Armenhauses in Bremen. Er absolvierte die Domschule am Bremer Dom und besuchte von 1896 bis 1902 das Bremer Lehrerseminar. Schon in frühen Jahren war er als Turner im Allgemeinen Bremer Turnverein aktiv. 1902 wurde er Hilfslehrer an der Schule Habenhausen, 1905 Lehrer der Schule an der Sternstraße, 1910 an der Schule Birkenstraße und 1912 an der Schule Hemelinger Straße. Seit 1913 war er Lehrer und seit 1931 Oberlehrer an der Oberrealschule Dechanatstraße.

### Sportorganisator
Von 1908 bis 1931 übernahm er im Verein Vorwärts in Bremen die Leitung der Männerabteilung im Turnen. Zugleich bemühte er sich um die Weiterentwicklung des Schulturnens. Für Vereine und Schulen organisierte er Wettkämpfe. Seit den 1920er Jahren war er zunehmend für die Deutsche Turnerschaft (DT), als Dachverband der bürgerlich-konservativen Turnvereine in Deutschland, aktiv und er war Gauturnwart des Gaus Bremen. Vom Schuldienst war er seit 1928 wegen seiner Tätigkeiten für den Sport weitgehend beurlaubt worden. Beim 20. Deutschen Turntag von 1929 in Berlin wurde ihm das Amt des Oberturnwart übertragen, das er schon seit 1928, nach dem Tod von Max Schwarze, kommissarisch ausgeübt hatte. Als von Tschammer im Juli 1933 zum Reichssportführer ernannt wurde, erfolgte 1934 Stedings Ernennung zu seinem Vertreter. Formell wurde er als Lehrer 1935 pensioniert und er zog nach Berlin, um sich den Aufgaben in der DT zu widmen.
Für seine Verdienste um den Sport in Niedersachsen wurde er 1988 in die Ehrengalerie des niedersächsischen Sports des Niedersächsischen Instituts für Sportgeschichte aufgenommen.